# Государственные ценные бумаги

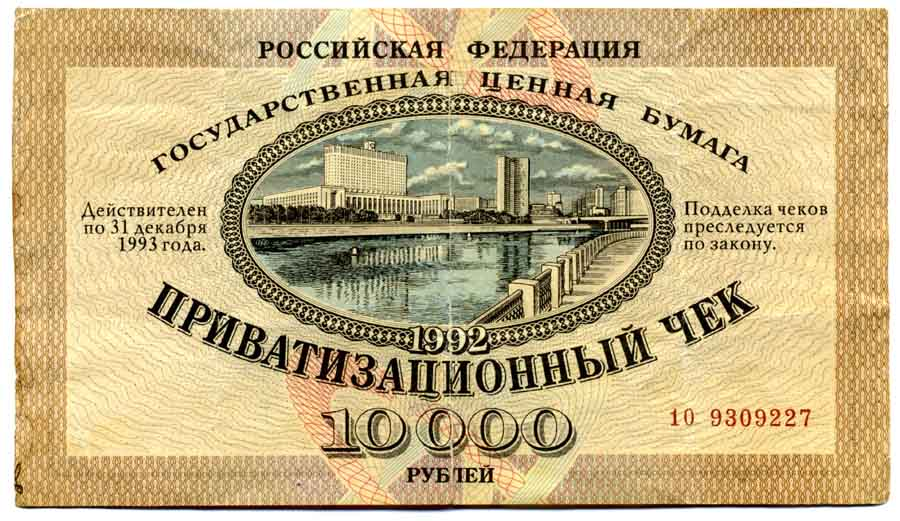
Приватизационный чек России 1992 г.

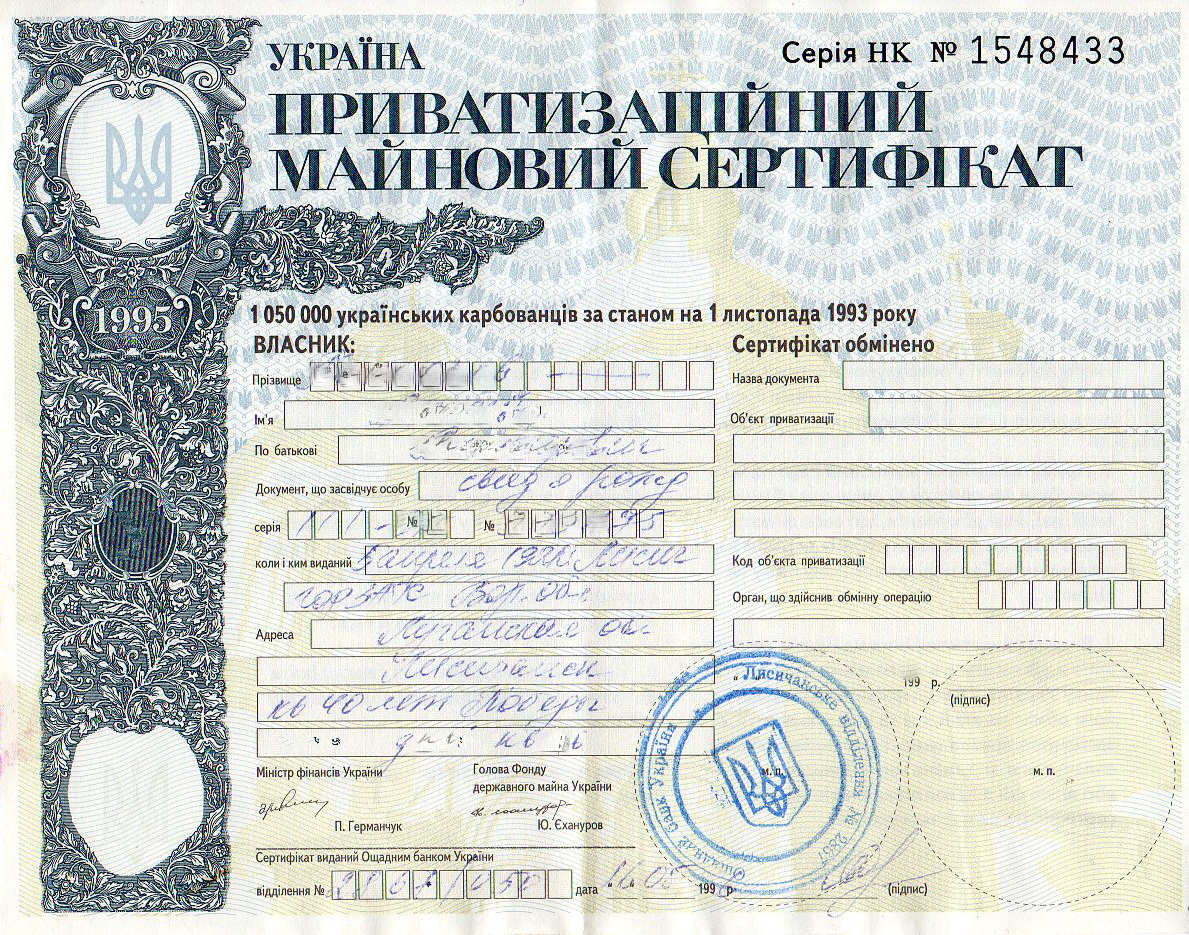
Приватизационный чек Украины

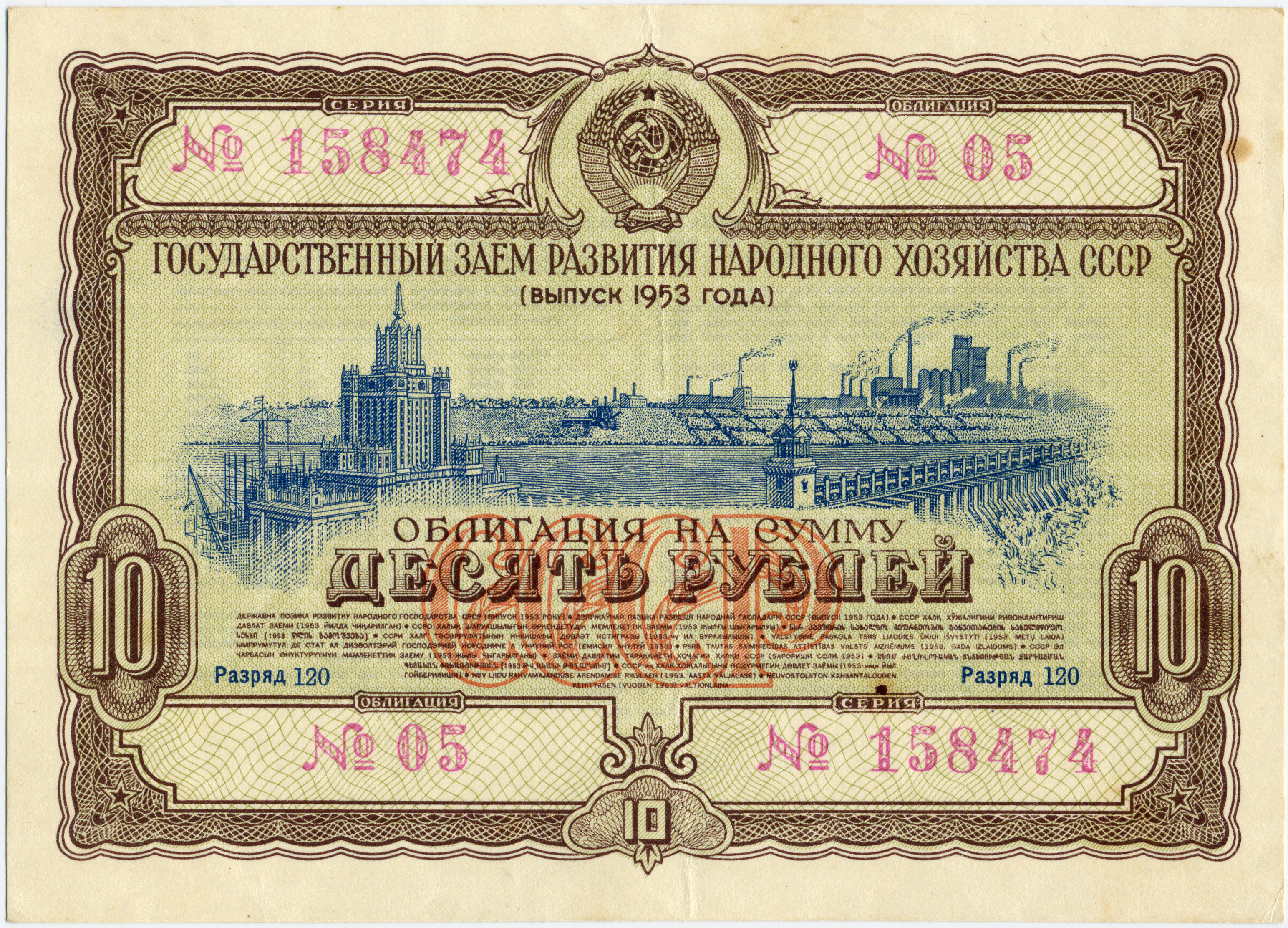
Государственная облигация СССР 1953 г.

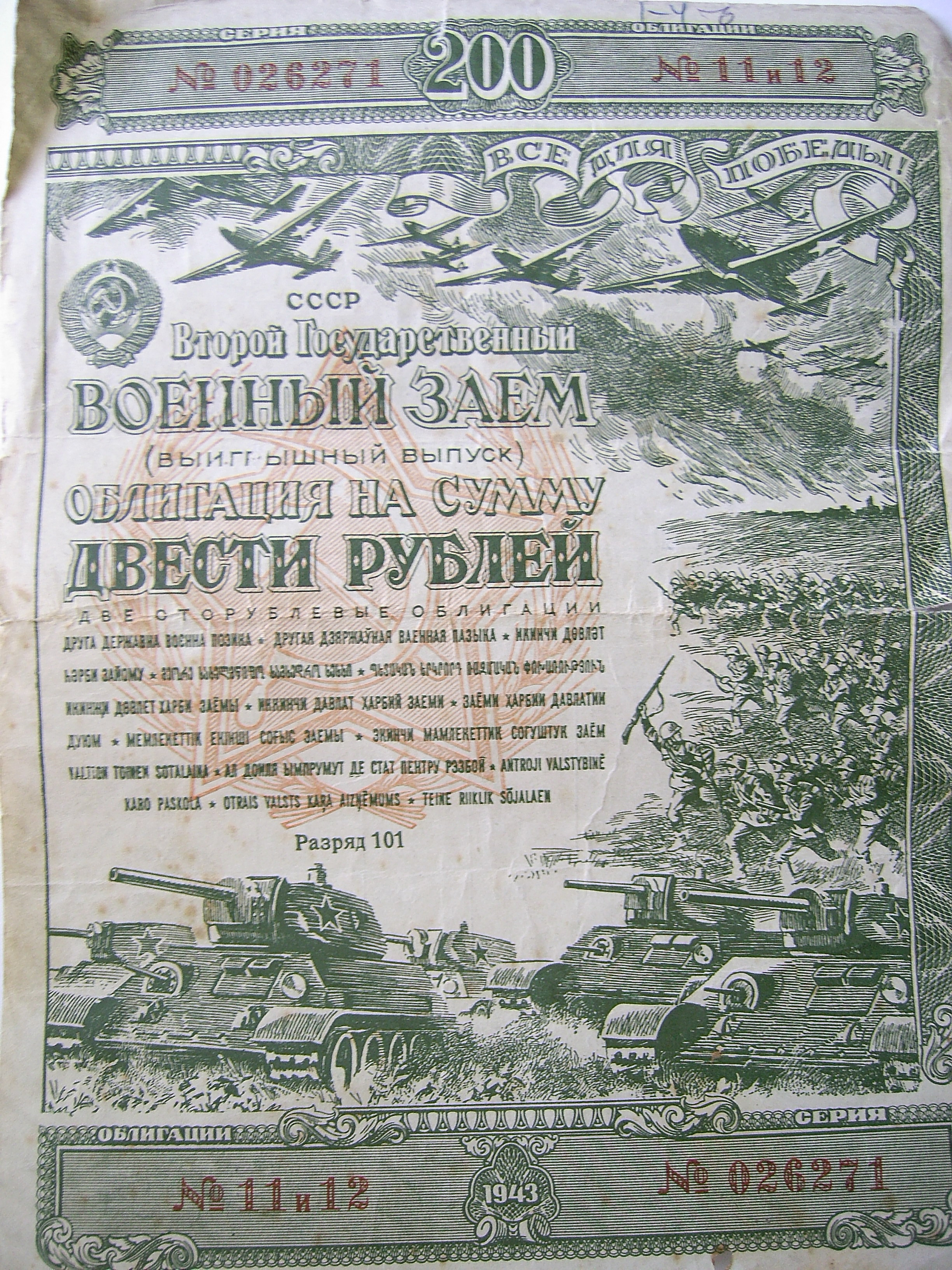
Государственная облигация СССР 1943 г.

Государственные ценные бумаги — ценные бумаги, выпущенные государством. Данные ценные бумаги относятся к категории долговых ценных бумаг.

## Цель выпуска государственных ценных бумаг
Эмиссия (выпуск) государственных ценных бумаг направлена на решение следующих задач:
- покрытие дефицита государственного бюджета;
- покрытие кассовых разрывов в бюджете;
- привлечение денежных ресурсов для осуществления крупных проектов;
- привлечение средств для погашения задолженности по другим государственным ценным бумагам.

В зависимости от цели выпуска различают следующие разновидности государственных ценных бумаг:
1. Долговые ценные бумаги, предназначенные для покрытия постоянного дефицита государственного бюджета, переходящего из года в год. Данные ценные бумаги как правило средне- и долгосрочные.
2. Ценные бумаги для покрытия временных дефицитов бюджета (кассовых разрывов). Кассовый разрыв возникает в связи с тем, что, с одной стороны, расходы государства постоянны, а с другой стороны, налоги поступают неравномерно. Вследствие этого время от времени (обычно в конце-начале квартала) возникает временный дефицит бюджета, для ликвидации которого и выпускаются краткосрочные ценные бумаги. К таким видам ценных бумаг относятся векселя управления наличностью, выпускаемые в США сроком на 50 дней, и финансовые векселя, обращающиеся в Японии со сроком 60 дней.
3. Целевые облигации, выпускаемые для реализации конкретных проектов. Например, в Великобритании выпускались транспортные облигации для формирования необходимых денежных ресурсов для национализации транспорта. В Японии практикуются выпуски строительных облигаций для реализации проектов по крупномасштабному строительству.
4. Ценные бумаги для покрытия предприятиями государственного долга. Такие ценные бумаги выпускались в Российской Федерации в 1994—1996 гг. в виде казначейских обязательств. В условиях дефицита бюджета данными казначейскими обязательствами государство рассчитывалось за работы, выполненные по государственному заказу и финансируемые из федерального бюджета. Получив вместо оплаты казначейские обязательства предприятие продавало их на вторичном рынке. Покупатели казначейских обязательств могли рассчитаться этими бумагами по своим долгам перед государством (уплатить налоги).

Государство с помощью ценных бумаг регулирует развитие экономики, решая следующие задачи:
- регулирование денежной массы;
- регулирование инфляции;
- влияние на валютный курс;
- формирование уровня доходности по ценным бумагам;
- обеспечение перелива капитала с одного сегмента финансового рынка на другой;
- решение других социально-экономических задач.

## Виды государственных ценных бумаг

### Российская Федерация
На различных этапах развития рынка в Российской Федерации выпускались следующие виды государственных ценных бумаг:
- Облигации Российского внутреннего выигрышного займа
- Приватизационные чеки (ваучеры);
- Государственные краткосрочные бескупонные облигации (ГКО);
- Облигации федерального займа;
- Облигации сберегательного займа;
- Казначейские обязательства;
- Облигации внутреннего валютного займа:
- Государственные долгосрочные облигации;
- Золотые сертификаты.

### СССР

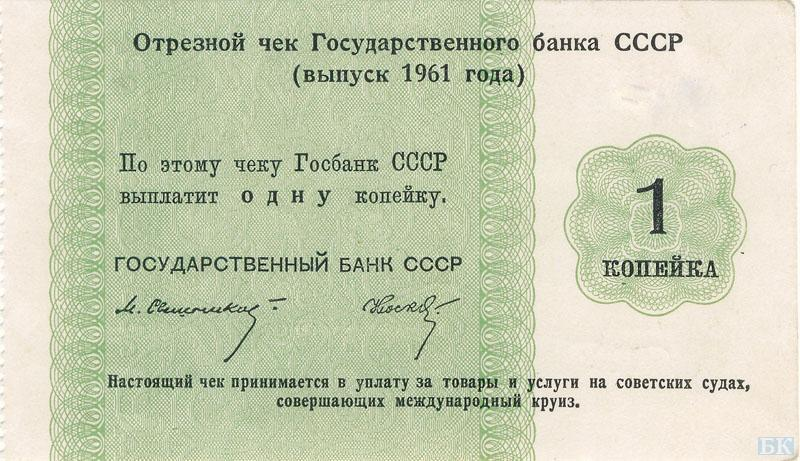
Чек Госбанка СССР

В СССР выпускались следующие виды государственных ценных бумаг:
- Облигации Государственного военного займа
- Облигации Государственного займа восстановления народного хозяйства;
- Облигации государственного займа развития народного хозяйства СССР
- Облигации государственного 3 % внутреннего выигрышного займа;
- другие облигации

### США
В США выпускаются следующие виды государственных ценных бумаг (см. Казначейские ценные бумаги США):
- Краткосрочные казначейские векселя (Bills)
- Среднесрочные казначейские облигации (Notes) со сроком обращения от 1 до 9 лет
- Долгосрочные казначейские облигации (Bonds) со сроком обращения свыше 10 лет
- Казначейские защищенные от инфляции облигации (TIPS).